# あっ、ども。おひさしぶりです。
『あっ、ども。おひさしぶりです。』は2008年6月25日にZEN MUSICより発売された、日本の4人組ボーカルグループ・GReeeeNの2枚目のアルバムである。

## 解説
前作『あっ、ども。はじめまして。』より、丁度1年ぶりとなるアルバム。タイトルも、前作をほぼそのまま継承しており、アルバムのCMでは、タイトルの略称として、キャッチコピー「さしぶ」を掲げた。ジャケットにも、初回盤・通常盤含め全てこの略称が描かれている。また、このキャッチコピーを掲げた「さしぶマン」なるキャラクターが、CMに起用された。CMは全5種類あり、全てに「さしぶマン」が出演している。
アルバムの広告には、サエコが起用され、彼女が出産後初めて公の場に出演した。
「人」（本作では、一部音源の異なるアルバムバージョンで収録）「BE FREE/涙空」、「旅立ち」のシングル3作と、実質先行シングルとでありながら、テレビドラマタイアップで自身初のオリコンチャート1位を記録した「キセキ」を収録。話題性とヒット作を持ちながらも、同チャート2位を記録した前作を上回る初動セールスで、本作はアルバムとして初の同チャート1位を獲得した。
また、7月第2週目のオリコン売上チャートでも1位を獲得。「キセキ」と同様、2週連続1位となる。売上枚数は、わずか2週間で約50万枚にも達した。
本作は、GReeeeNのファン層・購入層が比較的若年層の特に学生であることから、一部仕様をユニバーサルミュージックが企画した“学生向けめちゃ得商品”として発売された。初回盤2パターンは、ボーナス・トラックとして新曲が収録されており、DVD付属となっている。通常の期間限定仕様のみ3,000円、初回盤のうち初回生産限定盤のみ2,600円、永続盤はCD（ボーナストラック未収録）のみで2,600円と、価格が若干下げられている（ジャケットは3種すべて色違いの相違がある）。DVDには、前作収録のシングル曲含め、これまで発売されたメジャーデビュー後の全シングルのPVが収録されている。
また、2008年12月3日に100万枚突破記念として、初回限定盤復刻バージョンが発売された。
| タイトル                      | ジャケットの色 | 特典                   | 価格   | 販売生産番号 |
| ----------------------------- | -------------- | ---------------------- | ------ | ------------ |
| 売切御免!学生向けめちゃ得商品 | 白             | ボーナス・トラック+DVD | 2600円 | UPCH-29014   |
| DVD付期間限定盤               | 緑             | ボーナス・トラック+DVD | 3000円 | UPCH-29015   |
| 通常盤                        | 黄色           | なし                   | 2600円 | UPCH-20091   |

## 収録曲

### CD
作詞・作曲・編曲：GReeeeN（ボヨン科ボヨヨン歌を除く）
| #   | タイトル                                                             | 作詞                           | 作曲             | 時間 |
| --- | -------------------------------------------------------------------- | ------------------------------ | ---------------- | ---- |
| 1.  | 「SUN SHINE!!!」                                                     |                                |                  | 3:39 |
| 2.  | 「またね。」                                                         |                                |                  | 3:45 |
| 3.  | 「キセキ」                                                           |                                |                  | 4:33 |
| 4.  | 「君想い」                                                           |                                |                  | 4:45 |
| 5.  | 「人」                                                               |                                |                  | 3:48 |
| 6.  | 「サヨナラから始めよう」                                             |                                |                  | 4:23 |
| 7.  | 「地球号」                                                           |                                |                  | 4:04 |
| 8.  | 「旅立ち」                                                           |                                |                  | 4:22 |
| 9.  | 「no more war」                                                      |                                |                  | 3:59 |
| 10. | 「BE FREE」                                                          |                                |                  | 4:42 |
| 11. | 「ボヨン科ボヨヨン歌 〜愉快な大人達〜 feat. 2BACKKA & ユナイトバス」 | GReeeeN・ユナイトバス・2BACKKA | GReeeeN・2BACKKA | 4:06 |
| 12. | 「涙空」                                                             |                                |                  | 4:42 |
| 13. | 「夜空のキセキ 〜Orgel version〜」(初回盤ボーナストラック)           |                                |                  | 2:42 |

### DVD (初回盤のみ)
| #  | タイトル                                   | 作詞 | 作曲・編曲 |
| -- | ------------------------------------------ | ---- | ---------- |
| 1. | 「道」(Music Clips)                        |      |            |
| 2. | 「HIGH G.K LOW 〜ハジケロ〜」(Music Clips) |      |            |
| 3. | 「愛唄」(Music Clips)                      |      |            |
| 4. | 「人」(Music Clips)                        |      |            |
| 5. | 「BE FREE」(Music Clips)                   |      |            |
| 6. | 「涙空」(Music Clips)                      |      |            |
| 7. | 「旅立ち」(Music Clips)                    |      |            |
| 8. | 「キセキ」(Music Clips)                    |      |            |

### 楽曲解説
1. SUN SHINE!!!
NTT東日本 『LIVE ON』キャンペーンCMソング。
2. またね。
ヤマザキパン「ランチパック」CMソング。
3. キセキ
7thシングル。
TBS系ドラマ『ROOKIES』主題歌。
4. 君想い
NHKドラマ8『七瀬ふたたび』主題歌。
後に8thシングル「扉」にもカップリング曲としてシングルカットされた。
5. 人
4thシングル。
表記は無いがアルバムバージョンであり、シングルの音源と若干異なる。
6. サヨナラから始めよう
7. 地球号
フジテレビ系『めざましどようび』テーマソング（7月12日放送分より、フジテレビ系『めざましどようびメガ』テーマソングを兼ねている）。
8. 旅立ち
6thシングル。
9. no more war
10. BE FREE
5thシングルの1曲目。
映画『ネガティブハッピー・チェーンソーエッヂ』主題歌。
11. ボヨン科ボヨヨン歌 〜愉快な大人達〜 feat. 2BACKKA & ユナイトバス
12. 涙空
5thシングルの2曲目。
13. 夜空のキセキ 〜Orgel version〜 - 初回盤ボーナストラック。